# Porretta Soul Festival

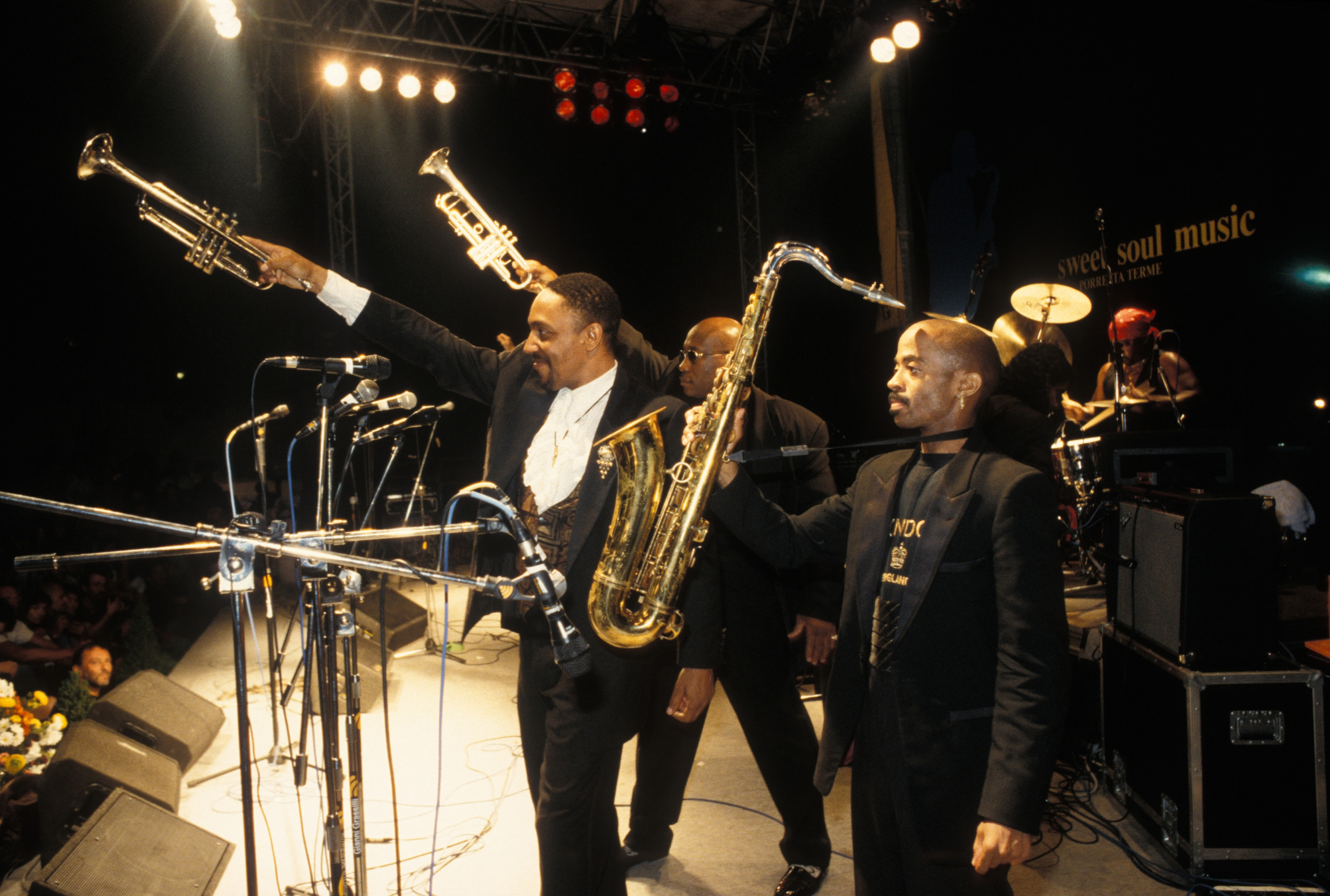
Un'esibizione del festival

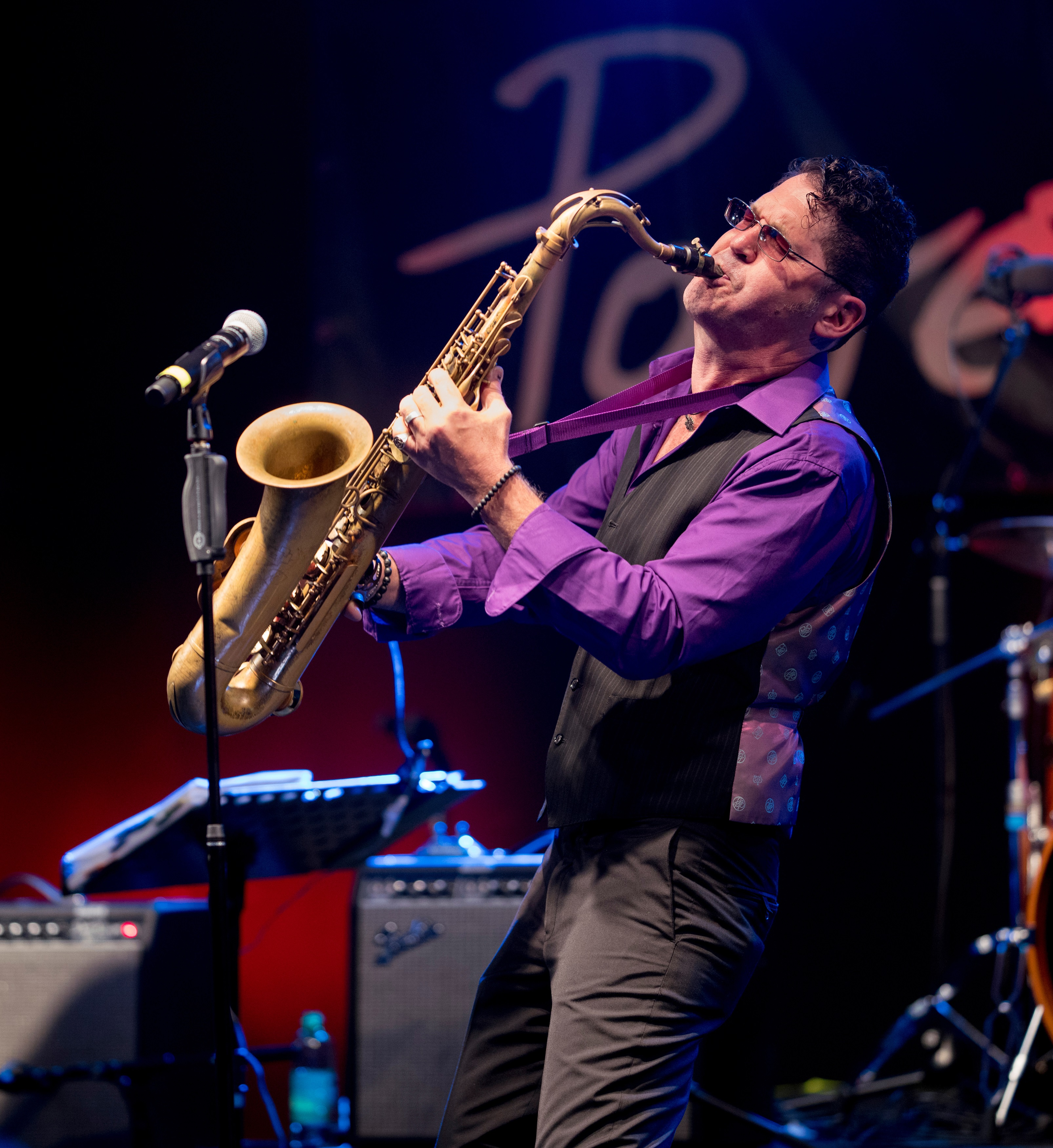

Il Porretta Soul Festival è un festival soul che si svolge solitamente nella terza decade di luglio al Rufus Thomas Park di Porretta Terme, in provincia di Bologna.

## Dalle origini ai giorni nostri
Il festival nacque nel 1988 per iniziativa di Graziano Uliani, appassionato di musica soul, il quale, dopo aver partecipato alle celebrazioni per il ventesimo anniversario della morte di Otis Redding a Macon, in Georgia, decise di organizzare un festival in suo onore.
Grazie ad alcuni fortunati e fortunosi incontri, Uliani è riuscito a convocare a Porretta gran parte dei maggiori gruppi soul al mondo.
Porretta ha dedicato una via a Otis Redding e il parco dove si svolge la kermesse musicale a Rufus Thomas. Dopo 30 edizioni, il Soul Festival porrettano fa ormai parte della geografia della musica soul ed è considerato la vetrina europea del Memphis Sound. Il festival è gemellato con lo Stax Museum of American Soul Music di Memphis e con il Center For Southern Folklore di Memphis. Nel febbraio 2017 ha ricevuto il Keeping The Blues Alive Award dalla Blues Foundation di Memphis. L'editore Volo Libero ha pubblicato "Soul City", la storia del Porretta Soul Festival , scritto da Edoardo Fassio, con la prefazione di Renzo Arbore.
A causa della pandemia di Covid-19, l'edizione del 2020 è stata annullata.

## Ospiti principali
Swamp Dogg, Joe Galullo, Rufus & Carla Thomas, Solomon Burke, Howard Tate, Isaac Hayes, Wilson Pickett, Percy Sledge, Sam Moore, Irma Thomas, The Memphis Horns, LaVern Baker, Millie Jackson, Otis Clay, Ann Peebles, Mavis Staples, Booker T. & the M.G.'s, The Neville Brothers, Chaka Khan, Sugar Pie DeSanto, Joe Simon, Mable John, Bar-Kays, James Govan, Bobby Rush.